# Route 695 (Nouveau-Brunswick)
Pour les articles homonymes, voir Route 695.
La route 695 est une route locale du Nouveau-Brunswick située dans le sud-est de la province, dans les environs de Cambridge-Narrows, environ 60 kilomètres à l'est de Fredericton, et 50 kilomètres au nord-nord-est de Saint Jean. Elle traverse une région plutôt boisée, est longue de 34 kilomètres, et est pavée sur toute sa longueur.

## Tracé
La 695 débute à Springfield, sur la route 124. Elle commence par se diriger vers le nord-nord-ouest en traversant Stewarton, puis quelques kilomètres, elle entre dans Cambridge-Narrows. Elle croise les routes 710 et 715 à Cambridge-Narrows, en plus de traverser le lac Washademoak. Après Cambridge-Narrows, elle se dirige plutôt vers l'ouest, en étant plus ou moins parallèle à la route 2. C'est à Jemseg qu'elle croise la route 715 à nouveau et qu'elle se termine sur la route 105, tout près de la route 2.

## Intersections principales
| route 695                            |                   |      |                                                                               |                                      |
| Comté                                | Location          | km   | Intersection/Destinations                                                     | Notes                                |
| Comté de Kings                       | Springfield       | 0    | R-124, Hatfield Point, Hampton                                                | extrémité sud de la 695              |
| Comté de Queens                      | Cambridge-Narrows | 13   | R-710 ouest, Big Cove, Henderson Settlement                                   | début du multiplex avec la route 710 |
| Comté de Queens                      | Cambridge-Narrows | 14   | R-710 est, Hammtown, Codys                                                    | fin du multiplex avec la 710         |
| Comté de Queens                      | Cambridge-Narrows | 14.5 | Traverse du lac Washademoak                                                   |                                      |
| Comté de Queens                      | Cambridge-Narrows | 15   | R-715 (chemin Lakeview, chemin Lower Cambridge), Lower Cambridge, Washademoak |                                      |
| Comté de Queens                      | Jemseg            | 33   | vers R-2, Fredericton, Moncton                                                |                                      |
| Comté de Queens                      | Jemseg            | 33.5 | R-715 sud, Lower Cambridge                                                    |                                      |
| Comté de Queens                      | Jemseg            | 34   | R-105, Mill Cove, Maugerville                                                 | extrémité nord de la 695             |
| Vert: multiplex // bleu: cours d'eau |                   |      |                                                                               |                                      |